# Macaria
Macaria is een geslacht van vlinders uit de familie van de spanners (Geometridae).

## Soorten
- Macaria alternata Denis & Schiffermüller, 1775 - donker klaverblaadje
- Macaria artesiaria (Denis & Schiffermüller, 1775) - wilgenspanner
- Macaria brunneata (Thunberg, 1784) - bosbesbruintje
- Macaria carbonaria (Clerck, 1759)
- Macaria fusca (Thunberg, 1792)
- Macaria ichnusae Govi & Fiumi, 2005
- Macaria liturata (Clerck, 1759)
- Macaria loricaria (Eversmann, 1837)
- Macaria notata (Linnaeus, 1758) - klaverblaadje
- Macaria signaria (Hübner, 1809) - lariksspanner
- Macaria wauaria Linnaeus, 1758 - zwarte-w-vlinder